# William Moore (homme d'État)
Pour les articles homonymes, voir William Moore et Moore.
William Moore (vers 1735, Philadelphie – 24 juillet 1793), est un homme d'État américain.

## Biographie
Engagé en 1776 dans l'Armée continentale, il est nommé au Comité de sécurité la même année, puis il est élu au Second Congrès continental en 1778, mais en décline la fonction.
Vice-président de 1779 à 1781, puis président de 1781 à 1782 du Conseil exécutif du Commonwealth of Pennsylvanie, il devient membre de l'Assemblée générale de Pennsylvanie en 1784.
Moore fut président du Board of Trustees de l'Université de Pennsylvanie et directeur de la Bank of Pennsylvania (en).
Il est le beau-père du marquis François Barbé-Marbois.

## Sources
- (en) Cet article est partiellement ou en totalité issu de l’article de Wikipédia en anglais intitulé « William Moore (statesman) » (voir la liste des auteurs).